# مقاومت سبز تیره
مقاومت سبز عمیق (DGR) یک جنبش زیست‌محیطی رادیکال است که وجود تمدن صنعتی را بزرگ‌ترین تهدید برای محیط طبیعی می‌داند و خواستار برچیدن آن و بازگشت به سطح فناوری پیش از کشاورزی است. اگرچه این جنبش به عنوان یک گروه روباز فعالیت می‌کند، اما دیگران را به استفاده از تاکتیک‌های زیرزمینی و خشونت‌آمیز مانند حمله به زیرساخت‌ها یا ترور فرا می‌خواند. یک ادعای تکراری در ادبیات DGR این است که اعمال خرابکاری می‌تواند باعث ایجاد یک اثر آبشاری شود و به پایان تمدن منجر شود. مقاومت سبز عمیق و بوم‌فاشیسم راست افراطی از تاکتیک‌های شتاب‌گرایانه از تاکتیک‌های تسریع‌گرا و ضد اکثریت مشابهی استفاده می‌کنند که به دنبال فروپاشی سیستمی هستند.
DGR به دلیل «پیش‌قراولان این گروه، بی‌توجهی آن به میلیاردها زندگی انسانی که از قبل به کشاورزی وابسته بوده‌اند، حملات خود-شکست‌خورده‌اش به آنارشیسم و وگانیسم، و تراجنسیتی‌ستیزی شدید رهبران گروه، لیره کیث و دریک جنسن" محکوم شده است. برخی از بومیان آمریکا  و دیگر گروه‌های زیست‌محیطی به دلیل موضع بحث‌برانگیز DGR در مورد مسائل مربوط به تراجنسیتی‌ها، ز همکاری با این گروه خودداری کرده‌اند.

## باورها
در کتاب سال ۲۰۱۱ با عنوان مقاومت سبز عمیق، نویسندگان آن، لیر کیت، دریک جنسن و اریک مک‌بی، به صراحت بیان می‌کنند که تمدن، به ویژه صنعتی‌سازی، ذاتاً ناپایدار است. این کتاب استدلال می‌کند که برای تضمین آینده‌ای برای تمامی گونه‌های زیستی در سیاره زمین، ضروری است که این تمدن به صورت فعال و فوری برچیده شود.
مقاومت سبز عمیق (DGR) به‌طور واضح خواستار برچیدن تمدن صنعتی و بازگشت به یک سبک زندگی پیش از کشاورزی است. این دیدگاه بر این اصل استوار است که سیستم‌های اجتماعی و اقتصادی کنونی که بر پایه صنعتی‌سازی و مصرف بی‌رویه منابع بنا شده‌اند، به‌طور بنیادین با سلامت اکوسیستم‌های طبیعی در تضاد هستند و نمی‌توانند به حیات پایدار ادامه دهند. از نظر DGR، راه‌حل نهایی برای بحران‌های زیست‌محیطی کنونی، نه اصلاحات جزئی، بلکه یک دگرگونی ریشه‌ای و بازگشت به الگوهای زندگی ساده‌تر و هماهنگ‌تر با طبیعت است که پیش از انقلاب کشاورزی وجود داشته‌اند.:۱:۱

## تاکتیک‌ها
مقاومت سبز عمیق (DGR) به عنوان یک جنبش آشکار و علنی فعالیت می‌کند و از سال ۲۰۱۹، اعضای آن ملزم به تعهد عدم خشونت هستند. با این حال، این گروه، دیگران را به استفاده از تاکتیک‌های زیرزمینی و خشونت‌آمیز مانند حملات به زیرساخت‌ها یا ترور فرا می‌خواند. DGR یکی از معدود گروه‌های زیست‌محیطی است که خشونت مرگبار را در برخی موارد موجه می‌داند و آن را تأیید می‌کند.
یکی از ادعاهای مکرر در ادبیات DGR این است که اقدامات خرابکارانه می‌تواند اثرات آبشاری ایجاد کرده و به پایان تمدن منجر شود. از آنجا که این سازمان از خرابکاری و خشونت حمایت می‌کند و آن‌ها را تاکتیک‌های ضروری برای دستیابی به هدف خود یعنی برچیدن جامعه صنعتی و سرمایه‌داری می‌داند، می‌توان آن را در دسته آخرالزمان‌باوری یا هزاره‌گرایی طبقه‌بندی کرد. DGR و گروه‌های اکوفاشیست راست افراطی مانند «تی گرین بریگید» از تاکتیک‌های مشابهی استفاده می‌کنند و رویکردی ضد اکثریتی و پیشتازانه در فعالیت‌های خود دارند. هر دو گروه تسریع‌گرا هستند، به این معنا که به دنبال فروپاشی سیستمی می‌باشند. این اشتراک در رویکرد نشان‌دهنده همپوشانی‌های ایدئولوژیکی بین DGR و بخش‌های خاصی از طیف راست افراطی است، به‌ویژه در هدف مشترک آن‌ها برای تخریب ساختارهای موجود برای ایجاد نظمی جدید، هرچند با اهداف نهایی متفاوت.
در سال ۲۰۱۷، DGR علیه ایالت کلرادو اقامه دعوی کرد و استدلال نمود که رودخانه کلرادو باید به عنوان یک شخص حقوقی شناخته شود. این دعوی در سال ۲۰۱۹ رد شد.
مقاله‌ای در مجله امنیت استراتژیک، این گروه را با اشاره به استراتژی و تمایل آن به خشونت، به عنوان یک «تهدید بیوتروریسم نگران‌کننده» توصیف می‌کند. از سال ۲۰۱۴، اف‌بی‌آی تحقیقات در مورد مقاومت سبز تیره را آغاز کرد.